# Wohn- und Wirtschaftsgebäude Wattloge 37

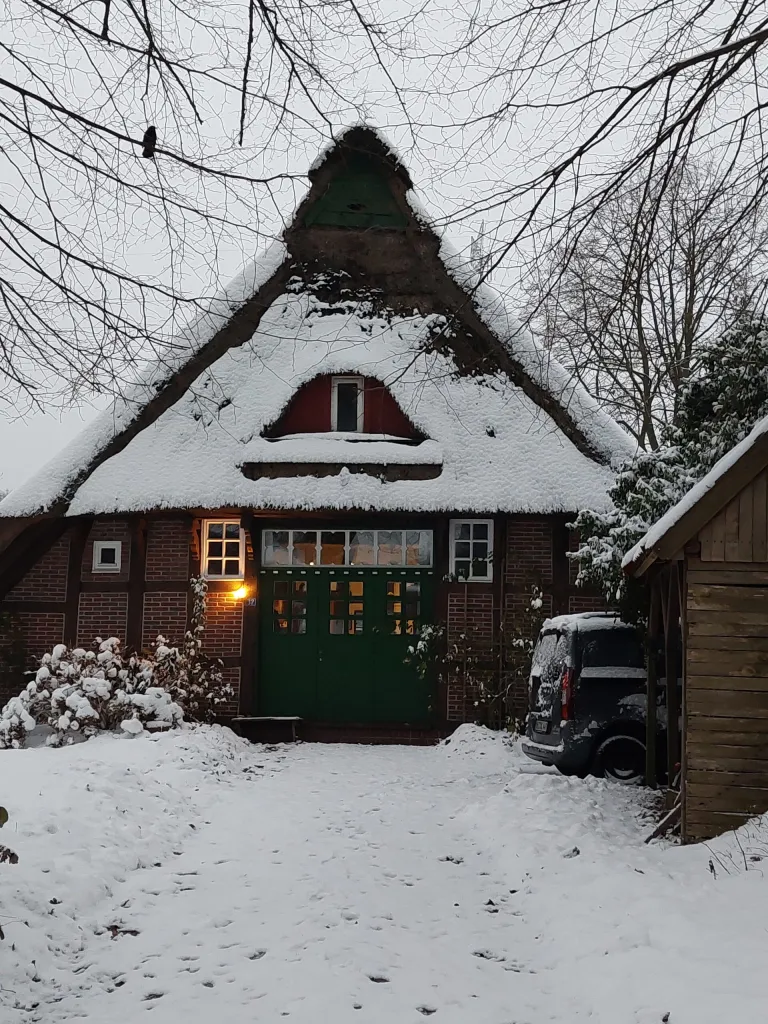

Das Wohn- und Wirtschaftsgebäude Wattloge 37 in der niedersächsischen Stadt Osterholz-Scharmbeck, Ortsteil Scharmbeck-Buschhausen, wurde 1769 errichtet. Aktuell (2025) ist es im Besitz von Wolfgang Barth und wird zum Wohnen genutzt.
Das Gebäude steht unter Denkmalschutz (siehe auch Liste der Baudenkmale in Osterholz-Scharmbeck).

## Geschichte und Beschreibung
Das eingeschossige giebelständige kleinere Wohn- und Wirtschaftsgebäude als Zweiständer-Hallenhaus in Fachwerk mit Steinausfachungen, mit reetgedecktem Krüppelwalmdach mit Fledermausgaube, Uhlenloch und der Grooten Door mit geradem Abschluss wurde 1769 (Inschrift im Torbogen) gebaut. Die südliche Traufseite wurde massiv in Backstein ersetzt.
Das Landesdenkmalamt befand u. a.: „… regionstypisches Hallenhaus in Zweiständerkonstruktion …“